# Barthélémy Kotchy
Barthélémy Kotchy oder Barthélémy Kotchy-N'Guessan (* 1934 in Grand-Bassam; † 19. Januar 2019) war ein ivorischer Politiker und Autor.
Er war Gründungsmitglied der Front Populaire Ivoirien und Präsident der ASCAD.

## Werke
- 1982: Olifant noir ; suivi de, Chansons africaines
- 1984: La critique sociale dans l'œuvre théâtrale de Bernard Dadié
- 1984: Propos sur la littérature négro-africaine, mit Christophe I-Dailly
- 1989: Une lecture africaine de Léon Gontran Damas
- 1993: Aimé Césaire, l'homme et l'œuvre, mit Lilyan Kesteloot
- 2001: La correspondance des arts dans la poésie de Senghor : essai